# Karl Hummel
Karl Franz Hummel (Salvador-BA, 1959 - Salvador-BA, 8 de julho de 2017) foi um guitarrista e compositor brasileiro, notório por seu trabalho com a banda de rock Camisa de Vênus. Tocando a guitarra base da banda, Hummel integrou as oito formações do Camisa de Vênus de 1980 a 2014, ano em que saiu do grupo.

## Morte
No dia 06 de julho de 2017, o site oficial da banda noticiou, precipitadamente, sua morte. Noticia esta que foi desmentida, algumas horas mais tarde, pela esposa do músico, que disse que ele estava internado em estado grave, mas ainda vivo, respirando com ajuda de aparelhos. Logo após o depoimento de sua mulher, o Camisa de Vênus publicou em sua página oficial um pedido de desculpas.
No dia 8 de julho, sua morte foi confirmada por Eduardo Scott, que também integrou o Camisa de Vênus. Karl Hummel havia ficado internado por cerca de 20 dias no Hospital das Clínicas, de Salvador. Segundo amigos e familiares, ele estava com o fígado comprometido e respirava por aparelhos.
Seu corpo foi enterrado no mesmo dia, no Cemitério Jardim da Saudade, de Salvador-BA.

## Discografia

### Com Camisa de Vênus

#### Álbuns de estúdio
- 1983 - Camisa de Vênus
- 1984 - Batalhões de Estranhos
- 1986 - Correndo o Risco
- 1987 - Duplo Sentido
- 1996 - Quem É Você?

## Ao vivo
- 1986 - Viva
- 1995 - Plugado!
- 2004 - Ao Vivo - Festival de Verão Salvador

## Compactos
- 1982 - Controle Total

## Coletâneas
- 1988 - Liberou Geral
- 1990 - Bota pra F...
- 2000 - Pérolas - Camisa de Vênus
- 2001 - E-Collection - Camisa de Vênus & Marcelo Nova
- 2006 - Warner 30 Anos - Camisa de Vênus
- 2011 - Mais Vivo Do Que Nunca